# Jo Planckaert
Jo Planckaert (* 16. Dezember 1970 in Deinze, Belgien) ist ein ehemaliger belgischer Radrennfahrer.
Bereits 1987 gewann Planckaert die belgische Junioren-Meisterschaft. 1989 konnte er sich in die Siegerliste der Flandern-Rundfahrt für Junioren eintragen. Ab 1991 fuhr er für verschiedene Profi-Mannschaften. Während seiner Laufbahn errang er insgesamt 38 Siege. 1997 war er im Fahrerfeld der Tour de France vertreten, bei der er allerdings bei der 14. Etappe das Zeitlimit nicht erreichte. 2004 beendete er seine aktive Profi-Karriere, nachdem bei einer Hausdurchsuchung Dopingmittel gefunden worden waren und er für zwei Jahre gesperrt wurde. Ein belgisches Gericht verurteilte ihn deswegen 2008 zu einer zehnmonatigen Bewährungsstrafe und 2500 Euro Geldstrafe.
Jo Planckaert entstammt einer Radrennfahrer-Familie. Sein Vater, Willy Planckaert, war der Gewinner des Grünen Trikots bei der Tour de France 1966. Seine Onkel Eddy und Walter Planckaert sowie sein Cousin Francesco Planckaert waren Profi-Radsportler.
Seit mindestens 2011 arbeitet Planckaert bei dem Team Soudal Quick-Step als Fahrer von Begleitfahrzeugen.

## Wichtigste Erfolge
1993
- eine Etappe Ruta del Sol
- eine Etappe Murcia-Rundfahrt

1997
- eine Etappe Galicien-Rundfahrt
- eine Etappe Vuelta a Galega

1998
- eine Etappe und Gesamtwertung Étoile de Bessèges

1999
- eine Etappe Étoile de Bessèges

2000
- Gesamtwertung Étoile de Bessèges
- eine Etappe Ruta del Sol
- eine Etappe Tour de Wallonie
- eine Etappe Tour du Limousin

2003
- eine Etappe Etoile de Bessèges